# Tasbih

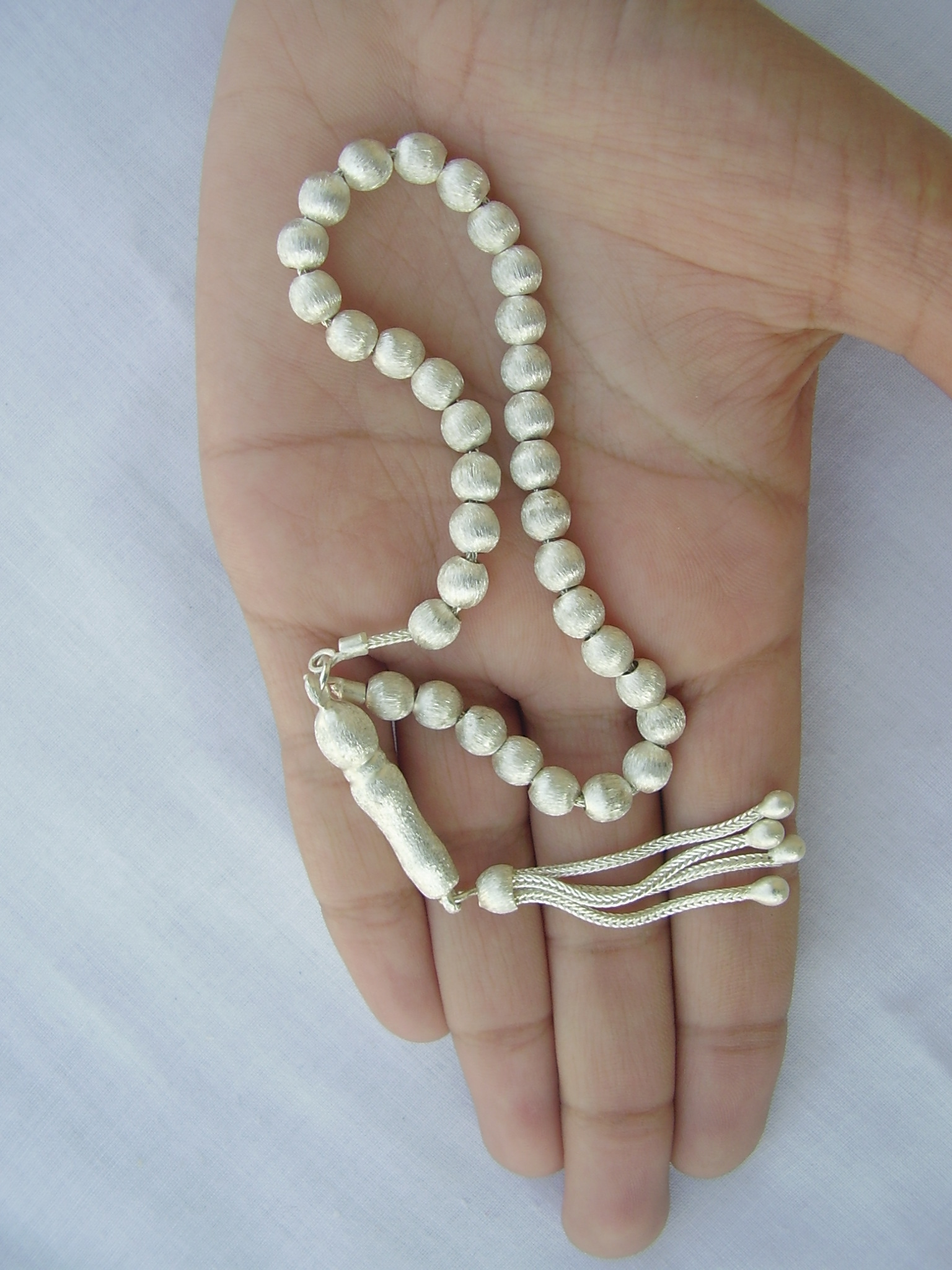
Le misbaha (ici à trente-trois perles) permet de compter les répétitions des formules de louange durant le tasbih.

Le tasbih (ou tesbih ; arabe : تَسْبِيح (tasbīḥ), « glorification ») est, dans l'islam, une forme de dhikr (remémoration de Allah) qui constitue en invocations répétées à la gloire d'Allah. Il est récité à l'occasion de différentes prières, et aussi de façon informelle tout au long de la journée. Le terme regroupe différentes formes de louanges, qui se distinguent l'une de l'autre par la formule qui est répétée.

## Pratique

### Les formes de louanges
En fait, le tasbih englobe la louange (tâhmîd), la magnification (d'Allah), le takbîr, et la proclamation de l'unité divine (tahlîl). Cependant, un hadith de Mahomet sur le mérite ou la vertu de la glorification d'Allah (فَضْلِ التَّسْبِيحِ « fadl at-tasbîh ») mentionne quatre formules de glorification : « [Il y a] quatre paroles excellentes, et peu importe par laquelle vous commencez : subhân-Allah ; al-Hamdu-Li-l-Lah ; la ilaha illa-l-Lah ; Allahu Akbar ([c'est-à-dire] la gloire est à Allah ; la louange est à Allah ; il n'y a pas de dieu sauf Allah ; Allah est plus grand [que tout]) ». Outre les trois éléments de louange englobés dans le mot tasbîh et mentionnés par É. Geoffroy, on a donc ici, en plus Subhân Allah. Ces quatre louanges sont celles que Dieu aime entendre réciter continuellement par les fidèles.

### Récitation(s)

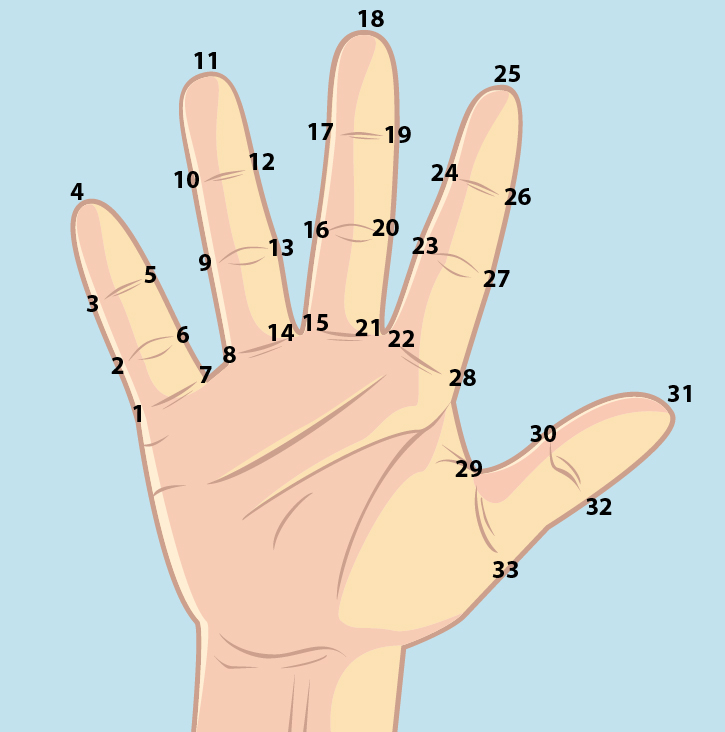
Une méthode pour compter trente-trois répétitions sur la main.

Le tasbih est souvent récité lors de la prière islamique (salat), lors de prière d'invocation ou de supplication (du'a), lors d'un sermon (khutba) à la mosquée, et d'une manière général tout au long de la journée. Il est parfois utilisé pour exprimer la surprise ou l’étonnement.
Mahomet recommande de la récitation, après chaque prière, par séries de trente-trois des quatre formules mentionnées plus haut : Subhân Allah (Gloire à Allah); Al-hamdu-li-l-lah (Louange à Allah); la ilaha illa-l-Lah (il n'y a de Dieu qu'Allah) et Allahu akbar (Allah est plus grand [sous entendu « que tout ce que la conscience humaine peut imaginer »]). Pour compter les répétitions, on utilise soit les phalanges de la main droite, soit un chapelet, appelé misbaha, mot qui vient de la même racine linguistique que tasbih. Les musulmans sont également encouragés à réciter ces louanges trente-trois fois après la prière, mais aussi tout au long de la journée . En fait, cette louange peut (ou doit) être permanente parce que ce n'est pas action ponctuelle mais un état du fidèle. D'ailleurs, le Coran demande qu'on loue Allah : « Gloire à Dieu quand vous êtes au soir et quand vous êtes au matin ».
À noter qu'il existe de nombreux types de dhikr, tels que les dhikr du matin (أذكار الصباح « 'adkâr as-sabah ») et les dhikr du soir (أذكار المساء « 'adkâr al-masâ' »), etc.. On peut aussi mentionner la récitation de prières courtes, le chant religieux, l'apprentissage par cœur du Coran, sa lecture ou sa psalmodie.